# Saqueig de Tessalònica (904)
El saqueig de Tessalònica per pirates sarraïns el juliol del 904 fou un dels pitjors desastres que patí l'Imperi Romà d'Orient al segle x. Una flota musulmana sota el comandament de Lleó de Trípoli salpà de Síria amb l'objectiu de pillar Constantinoble. Tanmateix, les formidables defenses de la capital romana d'Orient dissuadiren els sarraïns d'atacar-la, així que es dirigiren per sorpresa cap a Tessalònica, segona ciutat de l'imperi. Aquesta maniobra agafà la marina romana d'Orient amb el peu canviat. Les fortificacions de Tessalònica estaven en mal estat, sobretot les muralles de mar. Després d'un breu setge, els sarraïns prengueren les muralles de mar i la ciutat caigué el 29 de juliol. El saqueig s'allargà durant una setmana, al cap de la qual els pirates tornaren a les seves bases del Llevant. La majoria dels captius, incloent-hi Joan Caminiates, que escrigué una crònica dels fets, foren intercanviats per presoners musulmans en mans romanes.